# Araguaçu
Araguaçu is een gemeente in de Braziliaanse deelstaat Tocantins. De gemeente telt 9.225 inwoners (schatting 2009).

## Aangrenzende gemeenten
De gemeente grenst aan Alvorada, Figueirópolis, Formoso do Araguaia, Sandolândia, Talismã en Novo Planalto (GO), Porangatu (GO) en São Miguel do Araguaia (GO).